# Gasoduto Turcomenistão-Afeganistão-Paquistão-Índia
O Gasoduto Turcomenistão-Afeganistão-Paquistão-Índia (também conhecido como Duto Trans-Afeganistão, TAP ou TAPI) é um projeto de duto de gás natural que está sendo desenvolvido pelo Banco Asiático de Desenvolvimento. Esperado por ser concluído por volta de 2017, o gasoduto vai transportar gás natural do Mar Cáspio, do Turquemenistão através do Afeganistão para o Paquistão e depois para a Índia. A abreviatura vem das primeiras letras desses países. Os defensores do projeto o veem como uma continuação moderna da Rota da Seda. O custo estimado do projeto do gasoduto é relatado em 7,6 bilhões dólares. A GAIL da Índia pode se tornar uma parte do projeto TAPI.

## História
As raízes deste projeto jazem da participação de empresas petrolíferas internacionais no Cazaquistão e Turcomenistão a partir de 1990. Com a Rússia, que controla todas as tubulações de exportação desses países, recusando-se consistentemente a permitir o uso de sua rede de dutos, essas empresas precisavam de uma rota de exportação independente, evitando tanto o Irã como a Rússia 
O projeto inicial começou em 15 de março de 1995, quando um memorando inaugural de entendimento entre os governos do Turcomenistão e do Paquistão para um projeto do gasoduto foi assinado. Este projeto foi promovido pela empresa argentina Bridas Corporation. A empresa Unocal, dos Estados Unidos, em conjunto com a empresa petrolífera saudita Delta, promoveram um projeto alternativo sem o envolvimento da Bridas. Em 21 de outubro de 1995, as duas empresas assinaram um acordo em separado com o presidente do Turcomenistão, Saparmurat Niyazov. Em agosto de 1996, a Central Asia Gás Pipeline, Ltd. (CentGas) formou um consórcio para a construção de um gasoduto, liderado pela Unocal. Em 27 de outubro de 1997, CentGas foi criada em cerimônias de assinatura formal em Ashgabat, Turcomenistão, por várias empresas internacionais de petróleo, juntamente com o Governo do Turcomenistão.

O novo acordo sobre o gasoduto foi assinado em 27 de dezembro de 2002 pelos líderes do Turcomenistão, Afeganistão e Paquistão. Em 2005, o Banco Asiático de Desenvolvimento apresentou a versão definitiva do estudo de viabilidade concebido pela companhia britânica Penspen. O projeto tem atraído forte apoio dos Estados Unidos, uma vez que permitiria que as repúblicas da Ásia Central exportassem recursos energéticos para os mercados ocidentais, "sem depender de rotas russas". O então embaixador estadunidense no Turcomenistão Ann Jacobsen observou que: "Estamos analisando seriamente o projeto, e é bastante possível que as companhias americanas irão entrar nele". Devido à crescente instabilidade, o projeto foi fundamentalmente paralisado; a construção da parte turcomana deveria começar em 2006, mas a viabilidade global é questionável, uma vez que a parte sul da seção afegã atravessa território que continua sob o controle de facto do Talibã.
Em 24 de abril de 2008, Paquistão, Índia e Afeganistão assinaram um acordo estrutural para comprar gás natural do Turcomenistão. O acordo intergovernamental sobre o gasoduto foi assinado em 11 de dezembro de 2010 em Ashgabat. No entanto, em abril de 2012, a Índia e Afeganistão não conseguiram chegar a um acordo sobre a taxa de trânsito para o gás que passaria através do território afegão. Consequentemente, Islamabad e Nova Deli também não conseguiram concordar com a taxa de trânsito para o segmento do oleoduto que passaria pelo Paquistão, que vinculava o seu sistema de taxas para qualquer acordo entre a Índia e o Afeganistão. Em 16 de maio de 2012, o parlamento afegão aprovou o acordo sobre um gasoduto e no dia seguinte, o Conselho de Ministros da Índia permitiu que a empresa estatal de gás, GAIL, assinasse o Contrato de Compra e Venda de Gás (GSPA) com a TürkmenGaz, a companhia nacional de petróleo do Turcomenistão.

## Oleoduto
No final da década de 1990, a companhia estadunidense Unocal Corporation considerou construir em conjunto com o Gasoduto Turcomenistão-Afeganistão-Paquistão-Índia também um oleoduto para ligar Türkmenabat (anteriormente Chardzou), Turcomenistão, a costa do Mar Arábico no Paquistão. Esse oleoduto forneceria uma possível rota de exportação alternativa para a produção de petróleo a partir da região do Mar Cáspio. No entanto, devido à instabilidade política e de segurança, este projeto foi indeferido.

## Teoria da conspiração
Após ataques de 11 de setembro alguns teóricos da conspiração alegaram que a possível motivação dos ataques incluem justificar a invasão do Afeganistão, bem como interesses geoestratégicos, como o projeto do duto.  
Dessa forma, alguns críticos propuseram que o motivo para invadir o Afeganistão em 2001, seria a sua importância como um canal para oleodutos do Azerbaijão para os países vizinhos do Afeganistão. Ao contornar a Rússia e o Irã, romperia seu monopólio coletivo no fornecimento de energia da região.